# Saga rodu Wölsungów
Saga rodu Wölsungów (isl. Völsunga saga) – zapisana w języku islandzkim w późnym XIII wieku historia opowiadająca o losach rodu bohaterów począwszy od założyciela Wölsunga, poprzez Sygmunda aż po losy Sygurda i Brunhildy oraz zniszczenie Burgundów. Historia ta jest w dużym stopniu oparta na epickiej poezji tamtych czasów.
Akcja poematu Pieśń o Nibelungach zapisanego w języku średniogórnoniemieckim jest bardzo podobna do tej sagi. Występujący w niej bohater Zygfryd (Siegfried) to niemiecki odpowiednik skandynawskiego Sigurda.

## Streszczenie losów Wölsungów

Kamień z Ramsund w Szwecji przedstawia:
1) Sigurda nagiego przy ognisku, jak przygotowuje smocze serce, wyjęte Fafnirowi, jako danie dla swojego ojczyma Regina, będącego jednocześnie bratem Fafnira. Serce nie jest jeszcze gotowe, gdy Sigurd dotyka go, parzy się i wkłada palce do ust. Po skosztowaniu krwi smoka zaczyna rozumieć mowę ptaków.
2) Ptaki mówią mu, że Regin nie dotrzyma obietnicy pogodzenia się i będzie próbował zabić Sigurda, co doprowadza do tego, że Sigurd odcina Reginowi głowę.
3) Regin leży martwy z głową u boku i swoimi narzędziami kowalskimi, jakich użył do przekucia miecza Sigurda Grama,
zaś 4) koń Regina jest objuczony skarbami smoka.
5) Wcześniejsze wydarzenie – zabicie Fafnira przez Sigurda.
6) Karzeł, od którego zaczęła się cała saga

### Sigi
Sigi, syn Odyna, został wygnany z Asgardu po tym, jak zabił niewolnika o imieniu Bredi, ponieważ ten ubił więcej zwierząt na polowaniu. Odyn odprowadził potomka ze swego królestwa i podarował mu drużynę, z którą Sigi podbijał Europę.

### Rerir
Rerir, syn Sigiego łupił Europę, kiedy wujowie zamordowali jego ojca. Po tym, jak stał się potężnym władcą, pomścił Sigiego. Nie potrafił jednak doczekać się potomka. Prośby Rerira i jego żony o pomoc usłyszała bogini Frigg, która poprosiła o wsparcie swojego męża, Odyna. Król Asów wysłał do Midgardu walkirię Gnę, która pod postacią kruka dostarczyła złote jabłko. Po spożyciu owocu żona Rerira zaszła w sześcioletnią ciążę.

### Wölsung
Wölsung był prawnukiem Odyna. Został wycięty z łona matki po sześciu latach ciąży, gdy ta zaczęła przeczuwać swoją śmierć. Pierworodnym potomstwem Wölsunga były bliźnięta Sygny i Sygmund. Sygny wyszła za mąż za Syggeira, króla Götaland. W trakcie ceremonii ślubnej pojawił się Odyn, który wbił miecz w pień znajdującej się na miejscu wesela jabłoni, ogłaszając, że jest on własnością tego, kto zdoła go stamtąd wyciągnąć. Dokonał tego Sygmund. Chęcią posiadania tego doskonałego miecza o imieniu Gram zapałał Syggeir. Zaproponował on Sigmundowi odkupienia miecza. Jednak ten odmówił.
Wkrótce potem Syggeir zaprosił całą rodzinę Wölsunga na ucztę. W trakcie uczty zabił głowę rodu, a wszystkich jego synów, łącznie z Sygmundem, uwięził. Co wieczór do więzienia wpuszczany był wilkołak, który ich po jednym zjadał. Gdy został już tylko Sygmund, Sygny wysmarowała jego twarz miodem. Zajęty smakowaniem miodu wilkołak włożył język do ust Sygmunda, który skorzystał z okazji i go odgryzł, a następnie zabił potwora.

### Sygmund
Sygmund następnie ukrywał się przez lata w lasach Götaland, utrzymując stale kontakt ze swą siostrą Signy, która w końcu urodziła mu syna – Synfjötli. Gdy ten dorósł, spotkał się z ojcem w puszczy i dołączył do niego. Razem wędrowali i przy okazji jednej z przygód spadła na nich klątwa, dzięki której zmienili się w wilkołaki. W końcu udało im się wywrzeć zemstę za zabicie Wölsunga.
Ze swoją pierwszą żoną, Borghild, Sygmund miał dwóch snów, Helgiego Hundingsbaniego i Hamunda. Helgiemu mu przy narodzinach przepowiedziano, że będzie wielkim królem, co ziściło się podczas jego wspólnych wypraw z Sinfjötlim.
W późniejszym czasie Sygmund ożenił się z Hjördís. Po pewnym okresie pokoju kraj Sygmunda został zaatakowany przez króla Lyngwiego. W czasie bitwy Sygmund zmierzył się z pewnym starcem (Odynem). Starzec ten rozbił miecz Sygmunda na drzazgi. Sam zaś Sygmund zginął z ran zadanych z rąk reszty wrogów. Umierając tylko ogłosił, że miecz zostanie złożony przez jego syna zrodzonego z Hjördís. Synem tym był Sygurd.

### Sygurd

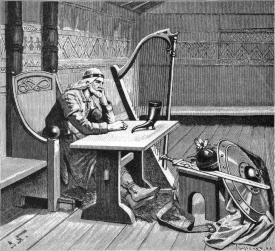
Gunnar w szwedzkim wydaniu Eddy

Hjördís po śmierci Sygmunda wychodzi za mąż za Alfa, zaś Zygfryd (Sygurd) zostaje odesłany na wychowanie do kowala Regina. Ten namawiał go do zdobycia rumaka, w wyniku czego Sygurd dostał od Odyna konia o imieniu Grani – potomka Sleipnira. Następnie Regin opowiadał Sygurdowi historię swojej rodziny, w której Azowie zabili jego brata Otra, a następnie, aby wykupić się, dali jego ojcu Hreidmarowi złoto zrabowane karłowi Andwari. Jednak karzeł przeklął je, w wyniku czego Hreidmara spotkała śmierć z ręki syna – Fafnira.
Sygurd godzi się zabić Fafnira, który tymczasem przemienił się w smoka. Razem z Reginem przywracają do życia miecz Gram, dzięki któremu można przeciąć kowadło. Uzbrojony w miecz Sygurd wykopuje dół na ścieżce Fafnira i, za radą Odyna, zabija go ciosem od dołu. Sygurd zostaje cały, z wyjątkiem małego miejsca na ramieniu, oblany krwią smoka, która daje mu odporność na ciosy broni.
Regin poprosił Sygurda o serce smoka. Jednak przypadkiem Sygurdowi udało się skosztować serca, dzięki czemu zyskał dar rozumienia mowy ptaków. Dowiedział się od nich, że Regin szykuje na niego zasadzkę i zamierza go zabić. Sygurd zabił Regina i zjadł serce smoka, co dało mu zdolność prorokowania.

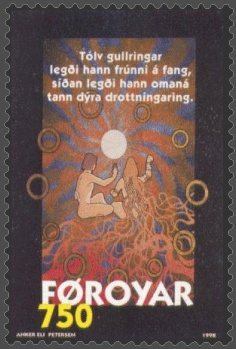
Brunhilda, Sygurd i pierścienie na znaczku Wysp Owczych

Sygurd w trakcie swojej dalszej wędrówki zbudził ze snu zaczarowaną walkirię Brunhildę, w której się zakochał, ale która przepowiada jego zagładę oraz ślub z inną kobietą. Następnie Sygurd udał się na burgundzki dwór króla Gjukiego. Żona Gjukiego Grimhilda zaczarowała Sygurda tak, że ten zapomniał o Brunhildzie i ożenił się z jej córką Gudrun.
Po pewnym czasie Brunhilda przybyła na burgundzki dwór. Jeden z synów Gjukiego – Gunnar – chciał ją pojąć za żonę. Ta jednak postawiła warunek, że wyjdzie tylko za tego, kto przejdzie pod stworzonym przez nią płomiennym łukiem. Dokonał tego Sygurd, zaczarowany tak, by wyglądał jak Gunnar.
Po pewnym czasie Brunhilda dowiedziała się o wszystkich oszustwach. Przestała się odzywać do kogokolwiek i przyszykowała zemstę. Gunnar wysłał do niej Sygurda, który został przez nią oskarżony o branie udziału w fałszerstwie. Tymczasem Gunnar wraz ze swoim bratem Högnim szykowali inny spisek i zaczarowali swojego trzeciego brata Gutthorma. Ten, będąc w szale, starł się z zaspanym Sygurdem w jego łożu, w wyniku czego obaj zginęli. Jednocześnie Brunhilda uśmierciła trzyletniego syna swojego ukochanego. Od tego momentu Brunhilda pragnęła tylko swojej śmierci. Gdy został podpalony stos kremacyjny dla Gutthorma, Sygurda i jego trzyletniego syna, rzuciła się w ogień.
Saga Wölsungów podaje jeszcze, że Sygurd miał z Brunhildą córkę Aslaug, która później wyszła za mąż za króla Ragnara Lodbroka.

## Odniesienia do sagi rodu Wölsungów
Wydarzenia z sagi oraz powiązane z nimi historie zostały zawarte w Eddzie poetyckiej, która przedstawia szerzej losy Helgiego, lecz brakuje w niej wczesnych dziejów rodu (Sigiego, Rerira, sporu z Syggeirem). Szczegółowo opisane są w niej natomiast przygody Sygurda oraz późniejsze wydarzenia związane z Gjukungami.   
Oczywiste są powiązania Pieśni o Nibelungach z sagą. Pewne elementy opowieści o rodzie Wölsungów były wykorzystane przez Tolkiena w Hobbicie (historia przeklętego złotego pierścienia oraz złota karłów) oraz w historii Túrina Turambara z Silmarillionu (szczególnie dotyczy to śmierci Glaurunga), jednak różne podobne wątki pojawiają także w wielu europejskich mitach i legendach:
- Wyciągnięcie przez Sygmunda miecza z pnia podobne jest do wyciągnięcia przez króla Artura jego miecza ze skały.
- Historia Sygurda zjadającego serce smoka jest podobna do historii Fionna mac Cumhail zjadającego łososia mądrości.
- Odporność Sigurda oraz jego słabe miejsce odpowiadają właściwościom greckiego herosa Achillesa.

Oprócz tego norweska rodzina królewska wywodziła swoje pochodzenie od Sygurda i zarazem całego rodu Wölsungów. Także w związku z tym, że smoki były uważane w średniowieczu za symbol szatana, często w kościołach katolickich Skandynawii przedstawiano obrazy Sygurda zabijającego Fafnira.

## Saga rodu Wölsungóww Polsce

### Przekłady
- Saga o Völsungach, ze staronordyckiego przełożyła i opracowała Renata Leśniakiewicz, Wydawnictwo Armoryka, Sandomierz 2009, ISBN 978-83-7639-042-0
- J.R.R. Tolkien, Legenda o Sigurdzie i Gudrun, wyd. Prószyński i S-ka, Warszawa, 2009.
- Saga o Wölsungach, tłum. A. Szrejter, [w:] A. Szrejter, Herosi mitów germańskich. Tom II: Sigurd bohater północy, Instytut wydawniczy Erica, Warszawa 2016, s. 183-346.

### Adaptacje
Adaptację całej sagi wraz z uzupełnieniem o wątki pokrewne z Eddy poetyckiej stanowi powieść:
Mateusz K. Sawczyn, Mity nordyckie. Bohaterowie, Wydawnictwo SBM, Warszawa 2025, ISBN 978-83-8348-540-9.
Swobodne adaptacje fragmentów zamieszczone w następujących książkach:
- Gelles Ragache; Francis Phillipps – Smoki. Mity i legendy. (rdz. Zygfryd: Złamany miecz, Fafnir strażnik czarodziejskiego pierścienia), Wydawnictwo Dolnośląskie, Wrocław 1992.
- Mity i legendy Europy. (rdz. Zygfryd pogromca smoków), Wyd. Brimax Oświatowy, Łódź, Polska 1991.